# فالبريوند
فالبريوند (بالفرنسية: Valprionde)‏ هي بلدية تقع في فرنسا في Canton of Montcuq. يقدر عدد سكانها بـ 152 نسمة ومساحتها 15.92 كم2 وترتفع عن سطح البحر 266 متر.